# Naucoria alnetorum
Naucoria alnetorum är en svampart som först beskrevs av René Charles Maire, och fick sitt nu gällande namn av Kühner & Romagn. 1953. Naucoria alnetorum ingår i släktet skrälingar och familjen Strophariaceae.   Inga underarter finns listade i Catalogue of Life.
I den svenska databasen Dyntaxa används istället namnet Naucoria celluloderma för samma taxon.  Arten är reproducerande i Sverige.